# Maria Vittoria De Fornari Strata
Maria Vittoria De Fornari Strata (Gènova, 1562 - 15 de desembre de 1617) fou una religiosa italiana, fundadora de l'Orde de la Santíssima Anunciació, dedicada al Misteri de l'Encarnació de Crist. És venerada com a beata per l'Església Catòlica.

## Biografia
Nasqué a Gènova en 1562, setena dels nou fills de Geronimo, de la noble família De Fornari, i Barbara Veneroso. Va créixer en un ambient devot i de pietat, i auster alhora, i volgué fer-se religiosa. Els seus pares, però, l'havien promès i a disset anys es casà amb el noble genovès Angelo Strata. Després de vuit anys de feliç matrimoni, quedà vídua, amb sis fills. Passat el tràngol, que li portà a una greu crisi espiritual, es lliurà a l'educació d'aquests i a la devoció a la Mare de Déu, i va fer vot privat de castedat, de no portar mai més joies ni robes de seda, i de no participar en festes mundanes.
Quan van ser grans, cinc dels fills es van fer religiosos (les noies, es van fer Canongesses del Laterà, i els fills, frares mínims), mentre que un altre morí amb deu anys. Ja sola, portà a terme un projecte de fundació per dedicar la resta de la seva vida a la devoció a Maria. Amb Vicentina Lomellini Centurione, Maria Tacchini, Chiara Spinola i Cecilia Pastori, i amb el suport del marit de la primera, Stefano Centurione (que es va fer sacerdot), es retiraren a un convent al Castelletto de Gènova. Van fundar així, en 1604, l'Orde de la Santíssima Anunciació, que es dedicaria a fomentar la devoció envers Crist encarnat i la Mare de Déu, mitjançant la pregària i la vida en la pobresa i en la més estricta clausura. Per a l'hàbit, trià els colors marians, blanc i blau celest, la qual cosa donà lloc a que fossin conegudes com a monges celestes o turchine ("turqueses").
L'orde es difongué des de Gènova a Roma i França. Maria Vittoria fou priora de l'orde, però els últims anys de la seva vida els passà com a simple religiosa, donant exemple d'humilitat i obediència. Morí al monestir de Gènova el 15 de desembre de 1617.

## Veneració
En 1828 fou proclamada beata per Lleó XII. El seu cos incorrupte és venerat a l'església del Monastero dell'Annunziata de San Cipriano (Serra Riccò), prop de Gènova.